# جایزه یادبود آلن دی. امیل
جایزه یادبود آلن دی. اِمیل از سال ۱۹۷۷ (میلادی) هر سال از سوی فدراسیون بین‌المللی فضانوردی در کنگره بین‌المللی فضانوردی داده می‌شود.
این جایزه برای همکاری برجسته در زمینه‌های علوم فضایی، فناوری فضایی، فضاپزشکی، یا حقوق فضایی داده می‌شود. این همکاری می‌تواند مشارکت بیش از یک کشور باشد و/یا که امکان همکاری بیشتر در زمینه فضانوردی را فراهم آورد.
این جایزه شامل یک گواهی سپاسگزاری و دستمزد بخشیده شده از سوی خانواده آلن اِمیل می‌شود.